# Welkait
Welkait (în tigrină: ወልቃይት) este un district al Etiopiei și o regiune din nordul țării, poziționată în Zona Mi'irabawi din Tigrai. Districtul este mărginit la nord de Kafta Humera și la sud de Tsegede; acestea sunt celelalte două districte din zona Mi'irabawi.